# Cefalù
Cefalù (Čifalù in siciliano) è un comune italiano di 13 853 abitanti della città metropolitana di Palermo in Sicilia.
È situato sulla costa siciliana settentrionale ai piedi di un promontorio roccioso. Nota meta turistica, la cittadina è uno dei maggiori centri balneari di tutta la regione ed è inclusa nel parco regionale delle Madonie.
Il duomo della città, inserito nel sito regionale Palermo arabo-normanna e le cattedrali di Cefalù e Monreale nel 2015, è stato dichiarato Patrimonio dell'umanità dall'UNESCO.

## Geografia fisica

### Territorio
La cittadina, nel suo nucleo medioevale, è ubicata sotto la rocca di Cefalù che la domina e insieme al Duomo ne caratterizza il profilo tanto da renderne il panorama tipico e molto riconoscibile. Fuori dai confini del centro storico, il nucleo urbano si è esteso a cavallo della piccola area pianeggiante che separa la Rocca dal resto del sistema collinare della costa espandendosi ulteriormente a mezza costa sui pendii delle colline lungo la costa.
Il comune di Cefalù occupa un'area di 65,80 km² sulla costa tirrenica della Sicilia, a 70 km a est di Palermo e a 160 km ad ovest di Messina; posizionata quasi esattamente a metà della costa che va da Trapani a Messina nel nord della Sicilia.
La costa di Cefalù si estende per circa 30 km fra Lascari e Pollina ed alterna lunghi tratti di spiaggia rettilinea a baie e piccole insenature di natura sia sabbiosa che rocciosa con scogli bassi o anche a costoni alti e a strapiombo sul mare. La costa subisce un'erosione da moto ondoso sia sui tratti sabbiosi, come la ben nota spiaggia del paese, che sui costoni rocciosi di natura quarzarenitica. Alcune zone come il porto vecchio (nel centro storico) e il porto nuovo sono invece soggette al fenomeno opposto, la sedimentazione, a causa dei detriti portati dai fiumiciattoli che scendono dalla Rocca e dalle colline a ridosso della costa. Per combattere l'erosione negli anni sono state approntate opere di difesa della costa, come ad esempio le barriere frangi flutti, in contrada Kalura (km 183 dell'SS 113 ed in contrada Mazzaforno..
A ridosso della costa, dopo una brevissima, a volte nulla, fascia di pianura, si affacciano alte colline prime propaggini del sistema montuoso delle Madonie. In quest'area il terreno s'inerpica dolcemente o improvviso da nord a sud verso l'entro terra e i comuni madoniti alternando una serie di colline via via più alte in vista dei maggiori rilievi madoniti.
Cefalù è posta all'interno di una zona sismica di livello 2.

### Clima
Secondo la classificazione dei climi di Köppen, il clima di Cefalù appartiene al gruppo denominato Csa: clima temperato delle medie latitudini con la stagione estiva asciutta e calda ed inverno fresco e piovoso (clima mediterraneo). Le stagioni intermedie hanno temperature miti e gradevoli. L'estate è arida e calda, generalmente torrida e frequentemente ventilata grazie anche alla presenza delle brezze marine, in estate, specialmente in luglio ed agosto non è rara la presenza dello scirocco.
In base alla media trentennale di riferimento 1961-1990, la temperatura media del mese più freddo, gennaio, si attesta a +12,0 °C; quella del mese più caldo, agosto, è di +26,8 °C.
| Cefalù             | Mesi | Mesi | Mesi | Mesi | Mesi | Mesi | Mesi | Mesi | Mesi | Mesi | Mesi | Mesi | Stagioni | Stagioni | Stagioni | Stagioni | Anno |
| Cefalù             | Gen  | Feb  | Mar  | Apr  | Mag  | Giu  | Lug  | Ago  | Set  | Ott  | Nov  | Dic  | Inv      | Pri      | Est      | Aut      | Anno |
| ------------------ | ---- | ---- | ---- | ---- | ---- | ---- | ---- | ---- | ---- | ---- | ---- | ---- | -------- | -------- | -------- | -------- | ---- |
| T. max. media (°C) | 14,7 | 15,3 | 16,7 | 19,1 | 23,0 | 26,8 | 29,7 | 30,4 | 27,7 | 23,8 | 19,8 | 16,4 | 15,5     | 19,6     | 29,0     | 23,8     | 22,0 |
| T. min. media (°C) | 9,4  | 9,4  | 10,5 | 12,6 | 16,0 | 19,8 | 22,7 | 23,2 | 21,1 | 17,7 | 14,2 | 11,2 | 10,0     | 13,0     | 21,9     | 17,7     | 15,7 |

## Storia

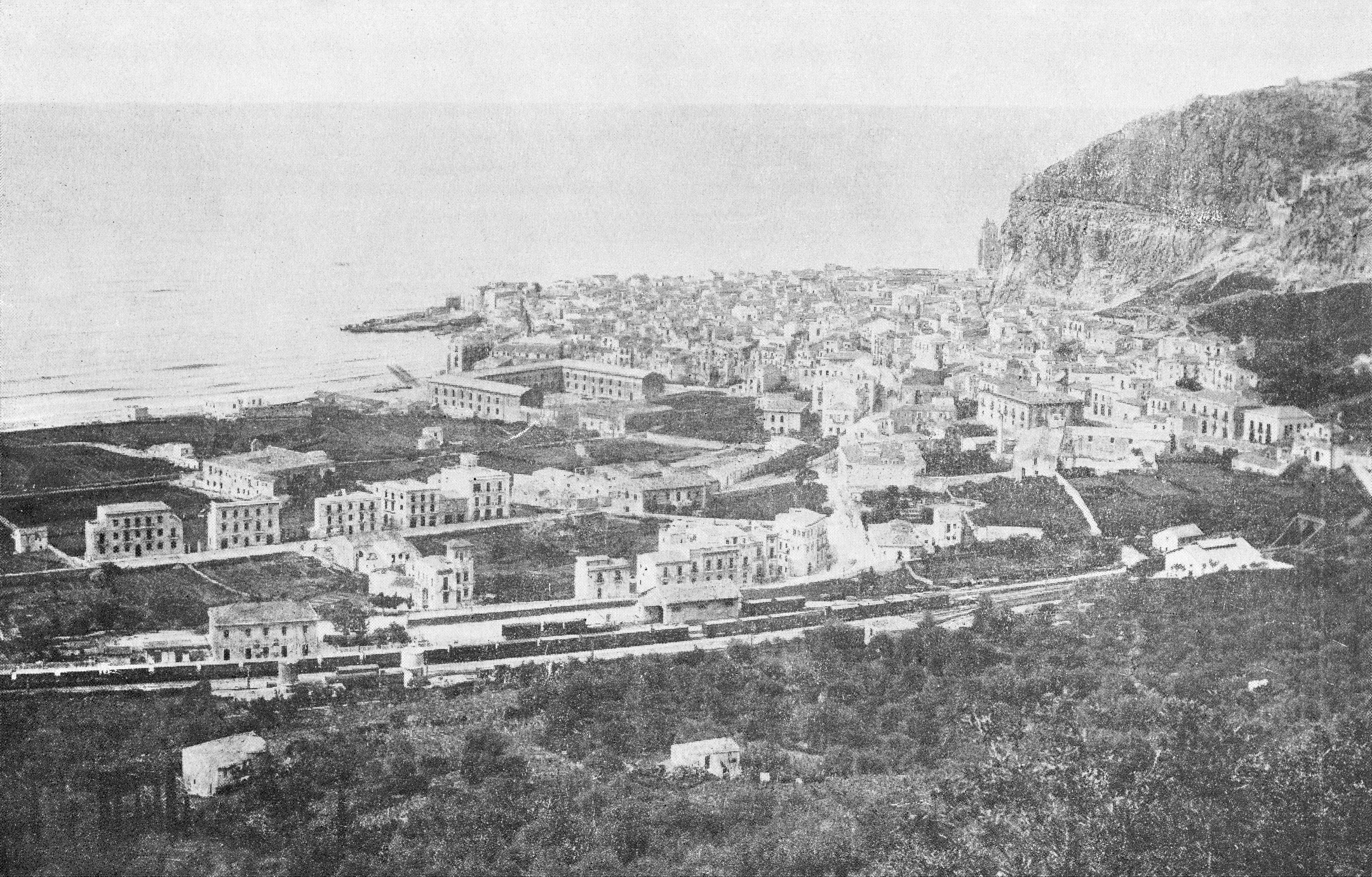
Cefalù in una foto degli anni cinquanta del XX secolo.

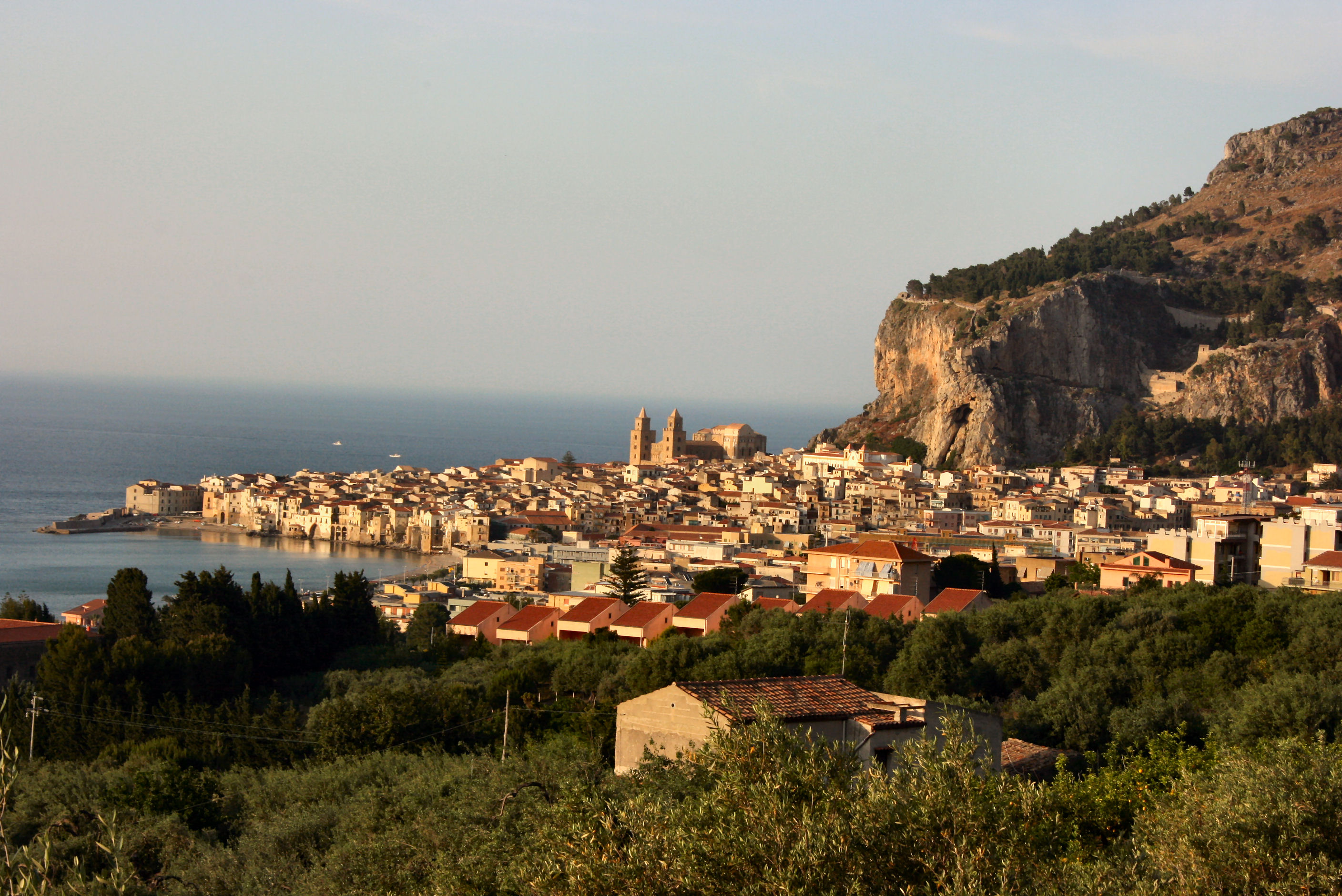
Cefalù nel 2007.

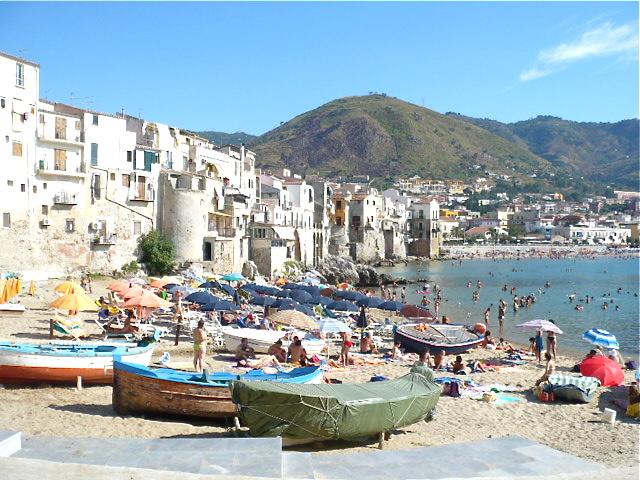
Vista dal porticciolo con sullo sfondo l'espansione collinare.

Tracce di frequentazione del sito risalgono all'epoca preistorica, in particolare in due grotte che si aprono sul lato settentrionale del promontorio su cui sorse la città. A un insediamento preellenico si riferisce la cinta muraria di tipo megalitico, datata alla fine del V secolo a.C., che circonda l'attuale centro storico ed è in gran parte ancora conservata, e il contemporaneo Tempio di Diana, un santuario costituito da un edificio megalitico, coperto con lastroni di pietra di tipo dolmenico che ospita una precedente cisterna più antica (IX secolo a.C.).
Nel IV secolo a.C. i Greci diedero al centro indigeno il nome di Κεφαλοίδιον (Kefaloidion), dal greco kefa o kefalé, ovvero «testa, capo»; riferito probabilmente al suo promontorio. Non è da escludere tuttavia la ripresa fonetica dall'aramaico (lingua cananaica strettamente affine al fenicio) kephas («pietra, roccia»), dunque sempre in riferimento al promontorio.
Nel 307 a.C. venne conquistata dai Siracusani e nel 254 a.C. dai Romani, che le diedero in latino il nome di Cephaloedium. La città ellenistico-romana ebbe una struttura urbanistica regolare, formata da strade secondarie confluenti sul principale asse viario e chiusa ad anello da una strada che segue il perimetro della cinta muraria.
Nel periodo del dominio bizantino l'abitato si trasferì dalla pianura sulla rocca e restano tracce di lavori di fortificazione di quest'epoca (mura merlate), oltre a chiese, caserme, cisterne per l'acqua e forni). La vecchia città non venne tuttavia del tutto abbandonata, come prova il recente rinvenimento di un edificio di culto cristiano, con pavimento in mosaico policromo risalente al VI secolo.
Nell'858, dopo un lungo assedio, venne conquistata dagli Arabi, che le diedero il nome di Gafludi, e fece parte dell'emirato di Palermo. Di questo periodo si hanno tuttavia notizie scarse e frammentarie e mancano anche testimonianze monumentali.
Nel 1063 fu conquistata dai Normanni di Ruggero I e, nel 1131, grazie a Ruggero II, fu rifondata sulla costa: a questo periodo risalgono parecchi dei monumenti cittadini, quali:
- La chiesa di San Giorgio e il lavatoio di via Vittorio Emanuele
- Il chiostro del duomo e il Palazzo Maria (sede trecentesca dell'allora Palazzo Comunale) sito in piazza del Duomo.
- L'Osterio Magno sul corso Ruggero sede dei Ventimiglia a Cefalù.

Precisamente al 1131 è datata in particolare la basilica cattedrale.
Tra la metà del XIII secolo e il 1451 passò sotto il dominio di diversi feudatari e da ultimo divenne possedimento del vescovo di Cefalù.
La storia successiva di Cefalù si può assimilare a quella della Sicilia e del resto dell'Italia. Nel 1752 vi si iniziano a stabilire i consolati stranieri (Francia, Danimarca, Paesi Bassi, Norvegia e Svezia) e la città diventa meta del Grand Tour. Durante il Risorgimento, vi venne fucilato, il 14 marzo 1857, il patriota Salvatore Spinuzza. Dopo lo sbarco di Giuseppe Garibaldi del gennaio 1861, la città proclamò la sua adesione al Regno d'Italia.
Oggi è una località marina e una meta turistica per le sue spiagge e le opere d'arte che conserva.

### Simboli
Lo stemma della Città di Cefalù è stato concesso con decreto del presidente della Repubblica del 12 dicembre 2006.
(D.P.R. 12.12.2006 concessione di stemma e gonfalone)
Lo stemma riporta l'azzurro del mare mentre i cefali rimandano al nome della città di Cefalù.
Il gonfalone è un drappo di bianco con la bordatura di azzurro.

## Monumenti e luoghi d'interesse
Il centro storico di Cefalù ha un impianto medievale caratterizzato da strade strette, pavimentate con i ciottoli della spiaggia e il calcare della Rocca di Cefalù.

### Architetture religiose

#### Basilica-Cattedrale

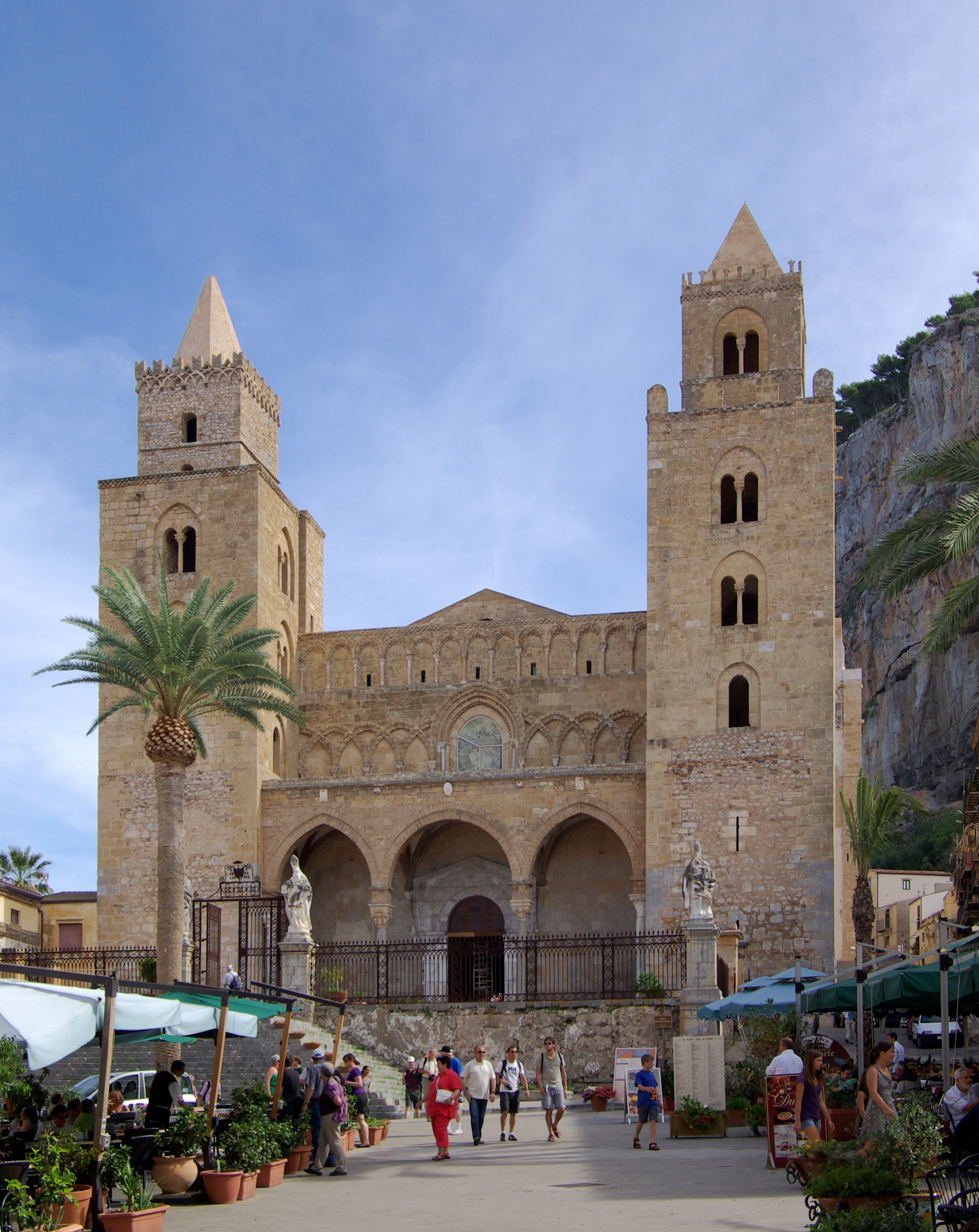
La cattedrale di Cefalù

Secondo la leggenda, il duomo di Cefalù sarebbe sorto in seguito al voto fatto al Santissimo Salvatore da Ruggero II, scampato ad una tempesta e approdato sulle spiagge della cittadina. La vera motivazione sembra piuttosto di natura politico-militare, dato il suo carattere di fortezza.
La posa della prima pietra avvenne il giorno di Pentecoste dell'anno 1131 alla presenza di Ugone arcivescovo di Messina a cui la ricostituita Diocesi di Cefalù era suffraganea e nel 1145 furono realizzati, da manodopera bizantina, i mosaici nell'abside e sistemati i sarcofagi in porfido che Ruggero II aveva destinato alla sepoltura sua e della moglie, poi trafugati da Federico II approfittando dell'assenza temporanea dell'allora vescovo di Cefalù Jocelmo e portati a Palermo dove ancora oggi si trovano.
Le spoglie di Ruggero II avrebbero dovuto riposare nella navata trasversale della basilica, lo testimoniano le figure in rilievo rappresentanti il leone: simbolo di regalità; la tartaruga: simbolo di eternità; il profeta Elia trasportato in cielo dai capelli dell'angelo; Edipo cieco simboleggiante gli enigmi della vita.
Annesso al duomo è un elegante chiostro con colonne binate sormontate da capitelli figurati, fra i più notevoli esempi di scultura medievale in Sicilia.
Dal 3 luglio 2015 fa parte del Patrimonio dell'umanità (UNESCO) nell'ambito dell'"Itinerario Arabo-Normanno di Palermo, Cefalù e Monreale".

#### Altre chiese
- Chiesa di Sant'Agata alla Calura;
- Ex chiesa e monastero di Santa Caterina, quest'ultimo riadattato a sede del municipio;
- Chiesa di San Leonardo, medievale, restaurata nel XVI secolo;
- Chiesa della Santissima Trinità, quattrocentesca;
- Chiesa di San Sebastiano, cinquecentesca;
- Chiesa della Santissima Annunziata, cinquecentesca;
- Chiesa del Purgatorio, o chiesa di Santo Stefano;
- Chiesa dell'Itria, ricavata nel 1961 da due chiese cinquecentesche preesistenti;
- Cappella di San Biagio, formata dall'unione di due chiese cinquecentesche;
- Chiesa di S. Biagio, antico priorato rurale esistente già nel XII sec.;
- Chiesa dell'Immacolatella, seicentesca;
- Chiesa di Santa Maria, seicentesca;
- Chiesa di Sant'Oliva, settecentesca;
- Chiesa di Maria Santissima della Catena, o chiesa dell'Addoloratella, settecentesca;
- Chiesa dei Santi Cosma e Damiano, antico priorato rurale già esistente nel XII sec.;
- Oratorio del Santissimo Sacramento;
- Chiesa del Santissimo Salvatore, fuori le mura, detta anche chiesa del Salvatorello o chiesa del Salvatore alla Torre poiché nelle vicinanze anticamente sorgeva una torre difensiva.
- Chiesa dello Spirito Santo, chiesa parrocchiale dedicata il 25 gennaio 2014;

#### Altri edifici religiosi
- Palazzo vescovile
- Seminario vescovile
- Convento di San Nicola di Bari

### Architetture civili
- Osterio Magno

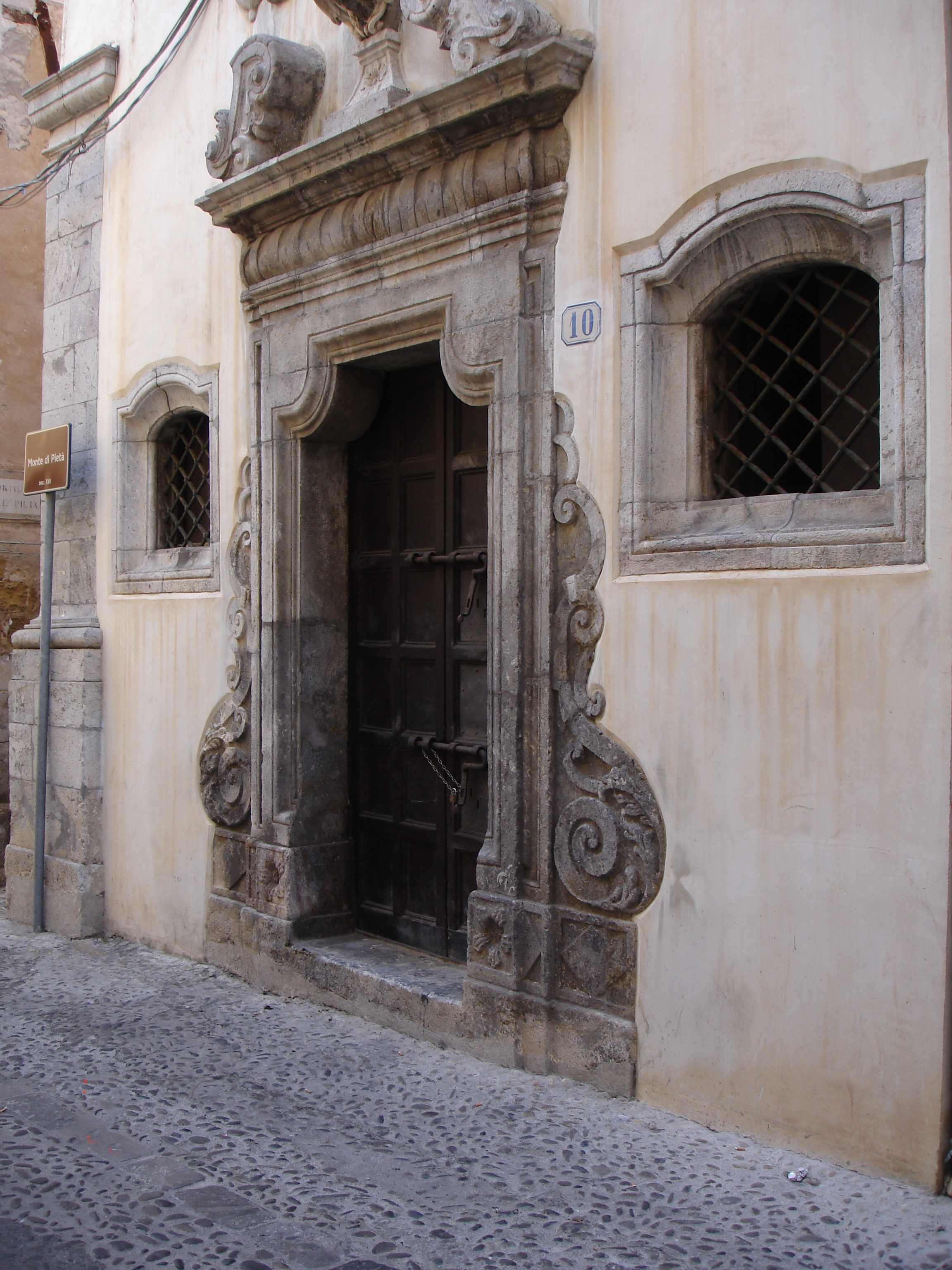
Monte di Pieta

- Palazzo Atenasio Martino dei baroni di Rocca e Valdina
- Palazzo Legambi
- Palazzo Maria
- Palazzo Pirajno
- Palazzo Villelmi de Fallesia

### Altro

#### Monte di Pietà
Fondato sulla via Mandralisca nel 1703 dal vescovo Matteo Muscella. Presenta un prospetto in pietra grigia, con portale barocco in pietra lumachella. Al secondo piano sono ancora conservati gli arredi settecenteschi e una cassaforte che serviva alla custodia degli oggetti più preziosi depositati.

#### Lavatoio medievale

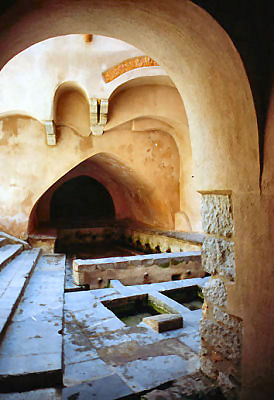
Dettaglio dell'antico lavatoio

In via Vittorio Emanuele si trova il lavatoio pubblico conosciuto come Lavatoio medioevale, presso il tardo-rinascimentale palazzo Martino. Nel 1514 fu demolito e ricostruito in posizione più arretrata rispetto alle mura cittadine e il fiume che scorreva a cielo aperto venne coperto nel XVII secolo. Nell'estate del 1991 sono stati ultimati i lavori di restauro. 
Il lavatoio si presenta con una scalinata in pietra calcarea a lumachella che conduce ad una pavimentazione levigata dal tempo e ad una serie di vasche che si colmano con le acque che scorrono da ventidue bocche di ghisa (di cui quindici teste leonine) disposte lungo le pareti sovrastate da basse volte. Attraverso un piccolo antro, l'acqua raggiunge il mare. Nelle vasche sono evidenti gli appoggi che servivano per strofinare i panni.

#### Teatro comunale
Sito in via Spinuzza, di proprietà dei baroni di Bordonaro, ha avuto una storia travagliata: chiuso e riaperto parecchie volte, fu addirittura adibito a lazzaretto in occasione di un'epidemia di peste. Dagli anni venti fu utilizzato anche come cinema. Fu abbandonato negli anni ottanta e passò in proprietà del Comune che ne iniziò i restauri recentemente ultimati.
È ora intitolato al Maestro Salvatore Cicero, musicista e 1° violino dell'Orchestra Sinfonica Siciliana.
La sala ha tre ordini di palchi. Conserva una decorazione pittorica del 1885 di Rosario Spagnolo (tela del soffitto, fondali e sipario).

## Società

### Evoluzione demografica
Abitanti censiti

### Tradizioni e folclore

#### Festeggiamenti del Santissimo Salvatore

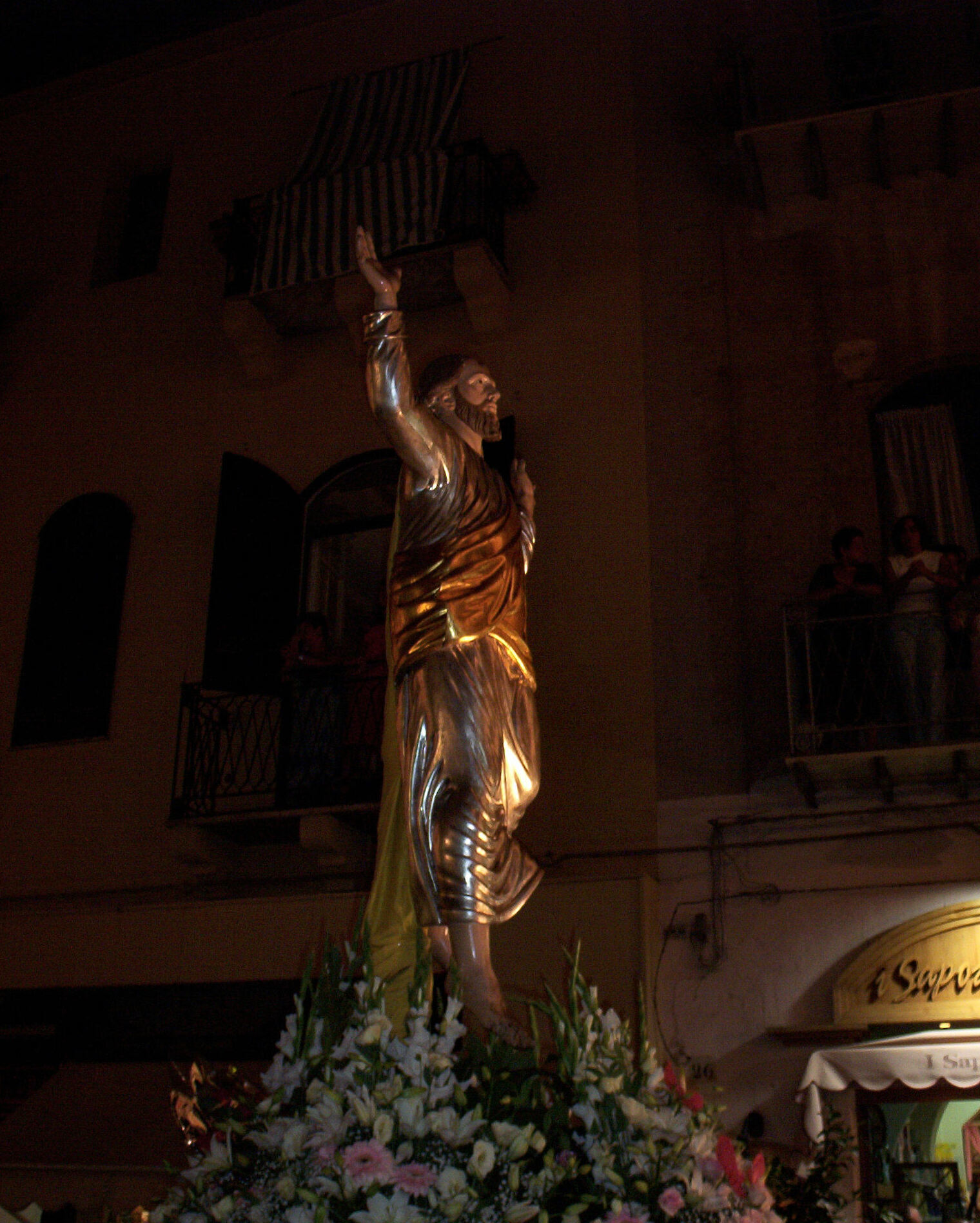
Statua del SS. Salvatore il 6 agosto, durante la processione a lui dedicata.

Dal 2 al 6 agosto si svolge la festa del SS. Salvatore, titolare della Basilica Cattedrale e protettore della città.
Nonostante sia l'Immacolata la patrona di Cefalù, il SS. Salvatore è stato sempre festeggiato come patrono della cittadina normanna.

#### Antinna a mari
Il pomeriggio dell'ultima giornata dei festeggiamenti del SS. Salvatore, si svolge una gara chiamata Antinna a mari o 'Ntinna a mari. La gara vede giovani ed anziani pescatori protesi alla conquista di una bandierina colorata attaccata alla punta di un lunghissimo tronco, reso scivoloso da grasso e sapone, che viene sistemato orizzontalmente al mare e saldamente fissato alla banchina.

#### 'A vecchia strina
Secondo il folklore cittadino, la vecchia strina è una figura di vecchia benefica che la notte tra il 31 dicembre e il primo gennaio porta doni ai bambini buoni e carbone e cenere per quelli cattivi, come in altre città siciliane fanno i morti. Nei giorni precedenti ai bambini si raccomanda di non fare troppo rumore perché la vecchia strina r'u casteddu si 'nna adduna: la sua dimora è infatti immaginata sulla rocca. La sera della vigilia i ragazzi più grandi girano per le strade suonando i rinali (latte e vasi rotti), mentre ai bambini che vanno a dormire si raccomanda di tenere gli occhi chiusi, se non vogliono che la vecchia venga c'u spitu infucatu a bruciare loro gli occhi.

#### L'ottava delCorpus Domini
L'Ottava del Corpus Domini corrisponde agli otto giorni del mese di giugno, da un giovedì al successivo giovedì, nei quali si celebrava la festa del Corpus Domini, con le processioni degli aderenti alle varie corporazioni che portavano i grandi stendardi custoditi all'interno della Cattedrale.
Le corporazioni riconosciute dalla città, che si alternavano nei giorni di festa erano:
- i mastri nichi: i giovani "mastri" delle varie categorie artigiane;
- i ucciera: ossia i macellai;
- i piscatura: i pescatori, un tempo considerato la forza economica della città;
- i viddani: i contadini, ai quali era affidata l'organizzazione dei carri allegorici ispirati alla vita dei campi e ai prodotti della terra, le primizie;
- i marinara di viliera: i marinai di velieri, che nonostante provenissero per la maggior parte dal ceto dei pescatori si distinguevano per la loro esperienza di navigazione;
- i parrini: i sacerdoti, che avevano un particolare riguardo sociale, oltre – s'intende – un certo rilievo economico;
- i galantuomini: un ceto aristocratico che in Sicilia, come pure a Cefalù, assolveva un ruolo di primo piano;
- i mastri ranni: letteralmente i maestri grandi, ossia la maestranza per eccellenza, che si esprimeva perlopiù nel settore edile ed artigianale, specificatamente, nel settore dell'ebanisteria.

In occasione dell'ottava, ed esattamente la domenica si faceva la frottola, termine con cui si intendeva non una poesia suscettibile d'essere musicata, ma la sfilata di carri allegorici lungo le vie del paese, con in testa un tamburo rullante costantemente. I carri rappresentano con i fiori, il Santissimo Sacramento e la vita contadina. Subito dopo il suonatore di tamburo (tamburaro) vi sono frotte di bambini che portano i cucciddati, pani a forma di ciambella realizzati con la farina del primo frumento dell'anno, che vengono appesi su dei bastoni, e i bambini gridano l'espressione augurale: Viva u pani. Anticamente, quando ogni strada aveva il nome di un santo, la frottola si fermava e venivano recitate delle nenie inneggianti alle virtù dei cristiani.

## Cultura

### Musei

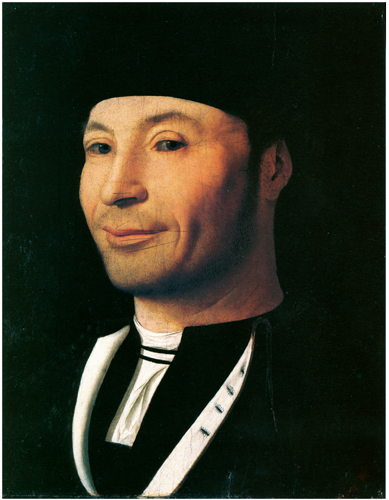
Ritratto d'ignoto marinaio di Antonello da Messina esposto al Museo Mandralisca

Il Mandralisca è un museo che si trova nell'omonima via. Il museo, oltre a conservare dipinti quattrocenteschi e altri reperti archeologici, conserva l'opera che ha contribuito a rendere famosa la città: il celeberrimo Ritratto d'ignoto marinaio, il dipinto di Antonello da Messina.
Oltre a questi, vi si possono trovare una vasta collezione di monete antiche e un'importante collezione malacologica.

### Libri e film su Cefalù

#### Libri
- Il mare colore del vino di Leonardo Sciascia (1973), racconto Apocrifi sul caso Crowley
- Il sorriso dell'ignoto marinaio di Vincenzo Consolo (1976)
- Ritratto di ignoto in un interno di famiglia di Laura Frezza (1992)
- Nottetempo, casa per casa di Vincenzo Consolo (1992)
- Il paese di dentro: Tessere di un piccolo mosaico cefaludese di Angelo Culotta (2001)
- Le confraternite di Cefalù e i loro inediti argenti di Sandro Varzi (2006)
- L'isola senza ponte di Matteo Collura (2007)
- Storia vera e terribile tra Sicilia a America di Enrico Deaglio (2015)
- Ogni donna è una stella Jane Wolf & Aleister Crowley a Cefalù di Alessandro Dell'Aira (2016)
- Sfidando l'Ignoto Antonello e l'enigma di Cefalù di Salvatore e Sandro Varzi, Alessandro Dell'Aira (2017)

#### Film e documentari
- Vacanze d'amore di Jean-Paul Le Chanois (1953)
- Comizi d'amore di Pier Paolo Pasolini (1965)
- A ciascuno il suo di Elio Petri (1967)
- La schiava io ce l'ho e tu no di Giorgio Capitani (1972)
- L'insegnante di Nando Cicero (1975)
- Ondata di piacere di Ruggero Deodato (1975)
- Nuovo Cinema Paradiso di Giuseppe Tornatore (1989)
- Mario e il mago di Klaus Maria Brandauer (1994)
- Il regista di matrimoni di Marco Bellocchio (2005)
- Tutti i santi giorni di Paolo Virzì (2012
- Indiana Jones 5 (2021)
- The White Lotus 2 di Mike White (2022)

## Geografia antropica

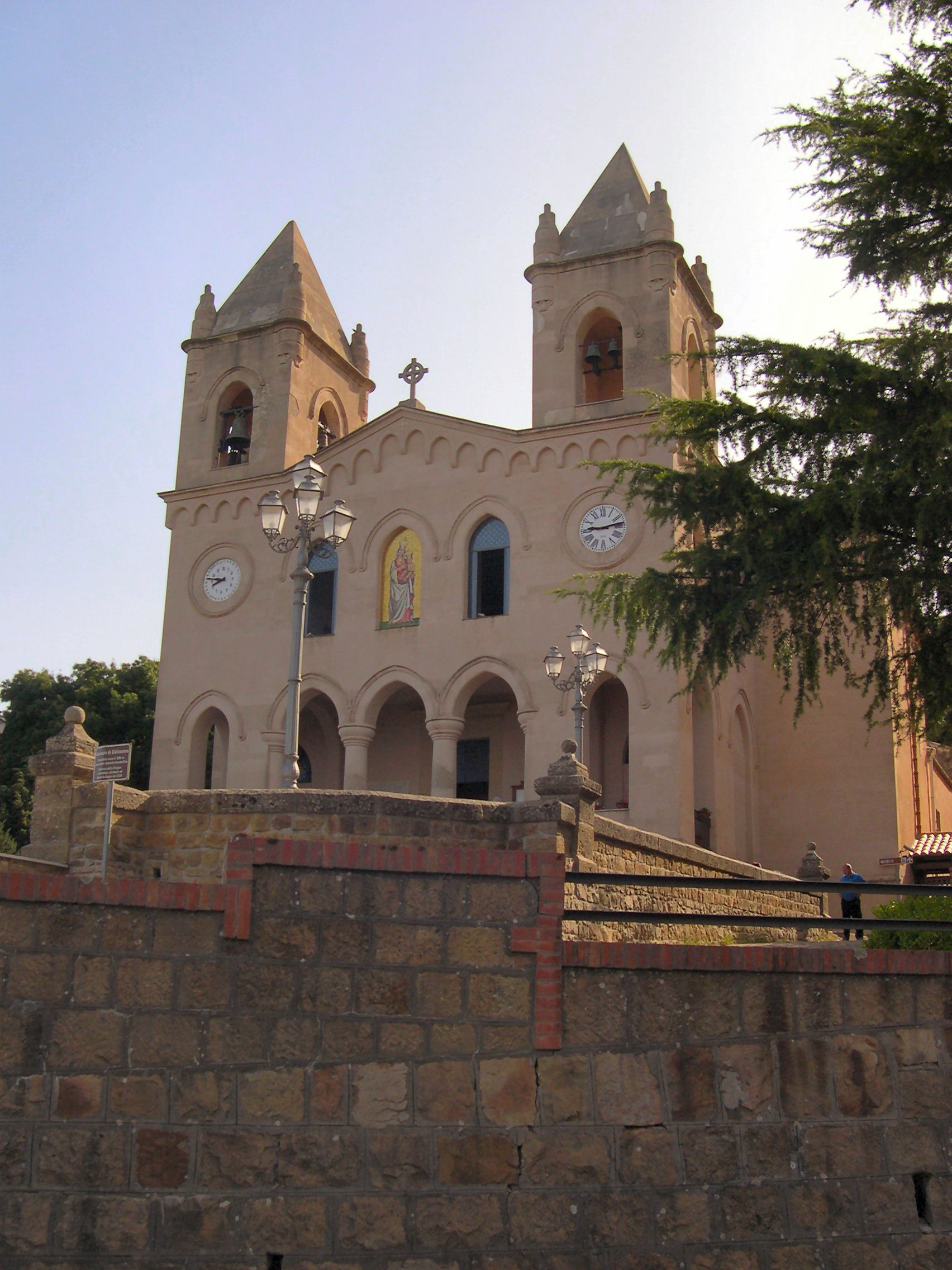
Il Santuario di Gibilmanna nell'omonima contrada di Cefalù

### Località e frazioni
- Capo
- Cocuzzola
- Gibilmanna
- Kalura
- Mazzaforno
- Ogliastrillo
- Pisciotto
- Sant'Ambrogio
- Settefrati

## Economia

### Turismo
La cittadina fa parte dell'associazione I borghi più belli d'Italia e della rete dei comuni solidali.

## Infrastrutture e trasporti

### Strade
Cefalù è servita dall'autostrada A20 attraverso lo svincolo omonimo che la collega con Palermo e con Messina. Il centro abitato è attraversato dalla SS 113 Settentrionale Sicula, che la collega alla frazione Sant'Ambrogio. Ad Ovest, subito dopo i confini comunali, vi è lo svincolo della autostrada A19 di Buonfornello che la collega con Catania. 
La strada provinciale 54 bis collega Cefalù con Isnello; da questa si diparte la SP15 che giunge al Santuario di Gibilmanna. La SP136, che si snoda integralmente all'interno dei confini comunali, è collegata alla strada intercomunale Cefalù-Gratteri.

### Ferrovie
La stazione di Cefalù è servita dalle relazioni che percorrono la ferrovia Palermo-Messina.

### Porti
Il porto turistico di Cefalù è situato a est del centro abitato, in contrada Presidiana. È costituito da un molo foraneo a tre bracci lungo circa 580 metri al cui interno si trova un pontile in cemento armato di circa 250 metri, con tre pennelli laterali. Il promontorio della Calura con la sua torre chiude lo specchio d'acqua portuale a Levante. Il fondo marino è sabbioso con fondali in banchina da 0,20 a 3,50 m. L'approdo ospita, oltre una modesta flotta di pescherecci e di imbarcazioni da diporto, anche un servizio stagionale di vettori per le isole Eolie.

## Amministrazione
Elenco dei sindaci dal 1989:
| Periodo          | Periodo           | Primo cittadino    | Partito                        | Carica      | Note   |
| ---------------- | ----------------- | ------------------ | ------------------------------ | ----------- | ------ |
| 21 marzo 1989    | 23 ottobre 1989   | Giuseppe Riggio    | Democrazia Cristiana           | Sindaco     |        |
| 20 dicembre 1989 | 12 settembre 1992 | Giuseppe Guercio   | Democrazia Cristiana           | Sindaco     |        |
| 19 aprile 1993   | 7 giugno 1993     | Antonino Pianelli  |                                | Commissario |        |
| 7 giugno 1993    | 15 dicembre 1997  | Alfredo La Grua    | Lista civica                   | Sindaco     |        |
| 15 dicembre 1997 | 15 maggio 2007    | Simona Vicari      | Forza Italia                   | Sindaco     | [ 19 ] |
| 15 maggio 2007   | 8 maggio 2012     | Giuseppe Guercio   | Lista civica (centro-sinistra) | Sindaco     |        |
| 8 maggio 2012    | 14 giugno 2022    | Rosario Lapunzina  | Lista civica (centro-sinistra) | Sindaco     | [ 20 ] |
| 14 giugno 2022   | in carica         | Daniele Tumminello | Lista civica (centro-sinistra) | Sindaco     |        |

## Sport
Nel comune ha sede la polisportiva Real Cefalù ASD Pegaso, società di calcio a 5 nata nel 2011 che milita nel Campionato di Serie B di Calcio a 5.
La società di pallacanestro Zannella basket Cefalù che milita in serie D. L'Associazione Sportiva Basket Cefalù è stata attiva fino al 2017. L'A.S.D. Polisportiva Sporting Club Kepha 2.0 è la principale società di pallavolo.
La Cephaledium Calcio è stata la società principale di calcio a 11 della città fino allo scioglimento della prima squadra. Adesso è attiva solo a livello giovanile, e contende il titolo cittadino di miglior settore giovanile locale con lo Sporting Cefalù, anch’esso attivo solo a livello giovanile, affiliato al Genoa Calcio. Una società sportiva che esercita attività a livello dilettantistico è la Real Sports Cefalù, che è tra l’altro una polisportiva.

## Galleria d'immagini

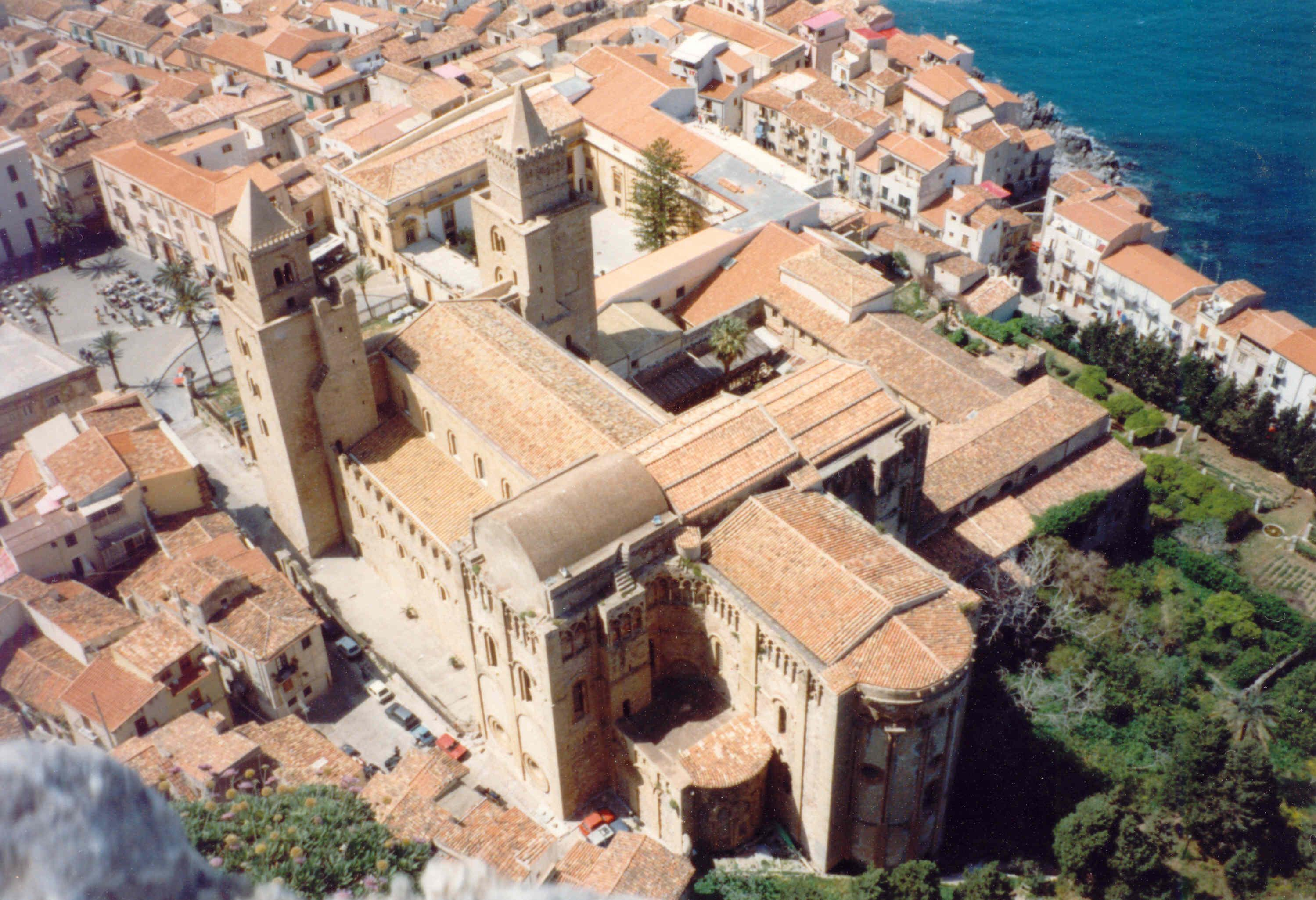
Duomo visto dall'alto
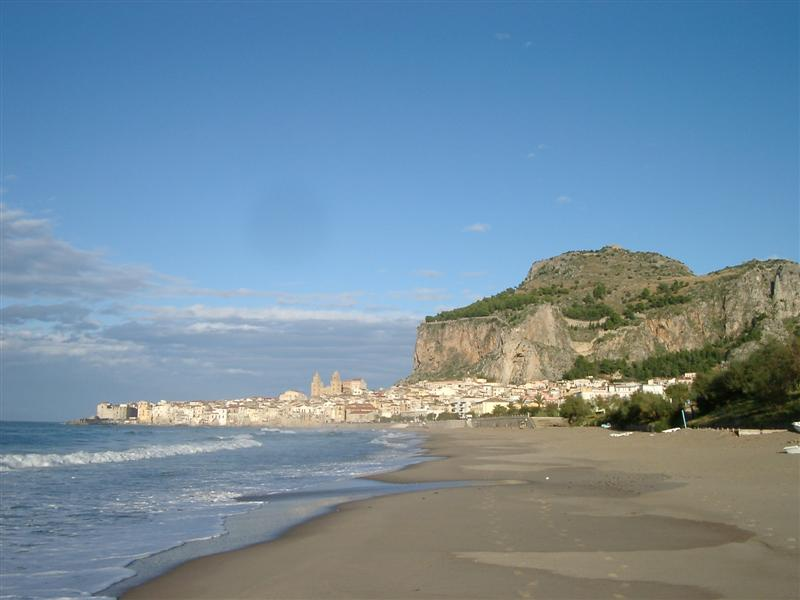
Panorama dalla spiaggia
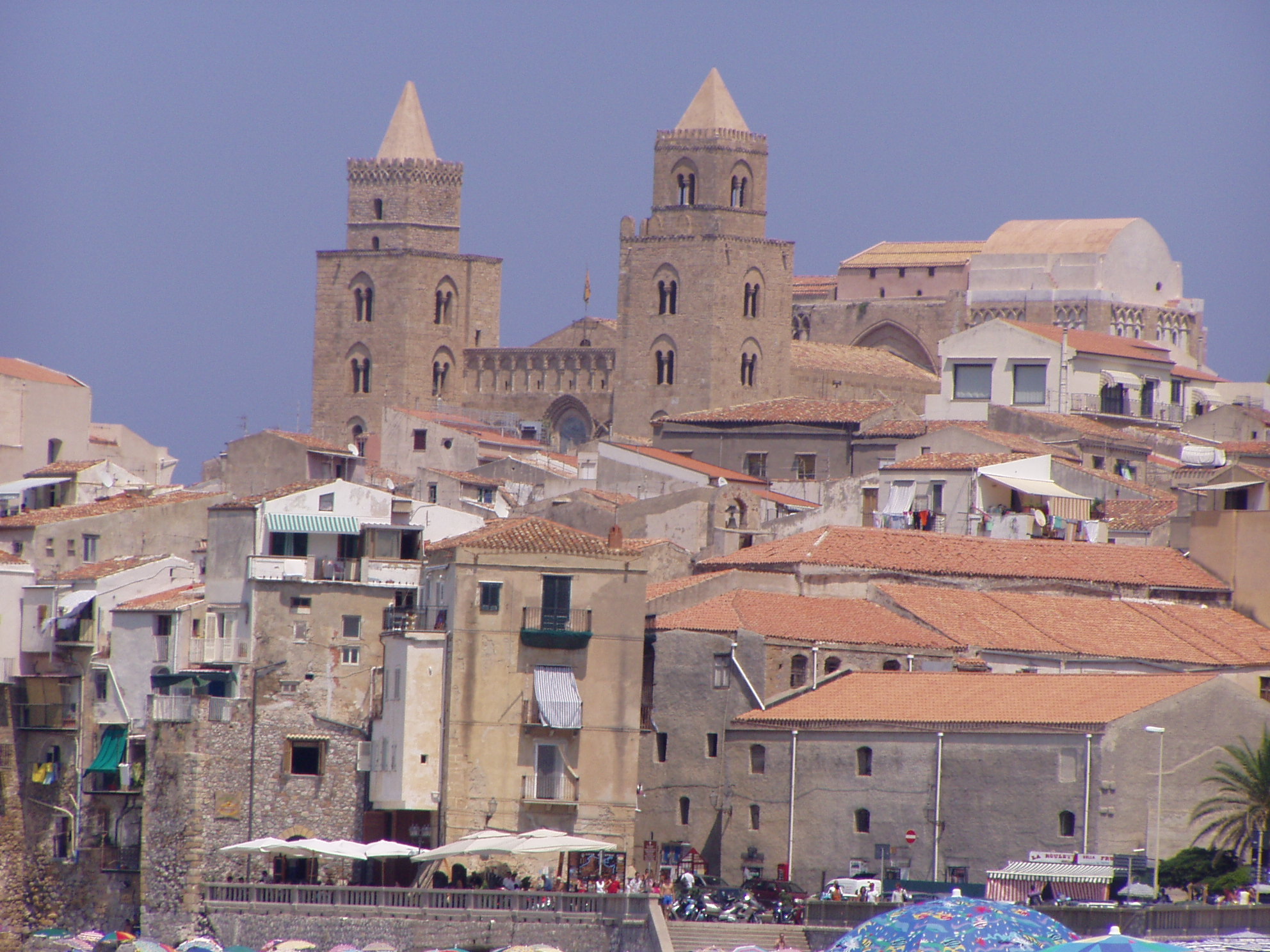
Il Duomo visto dalla spiaggia
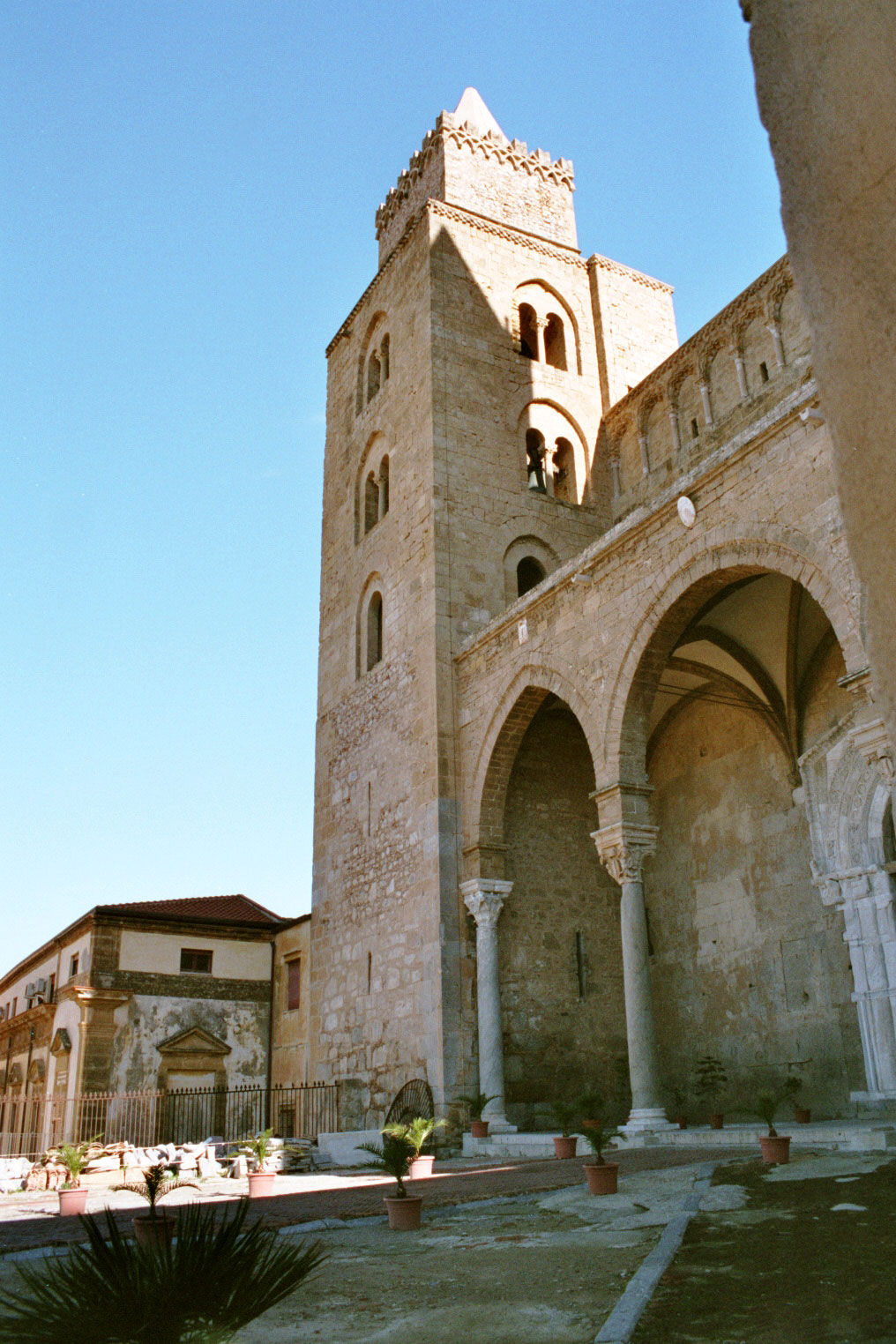
Particolare del Duomo
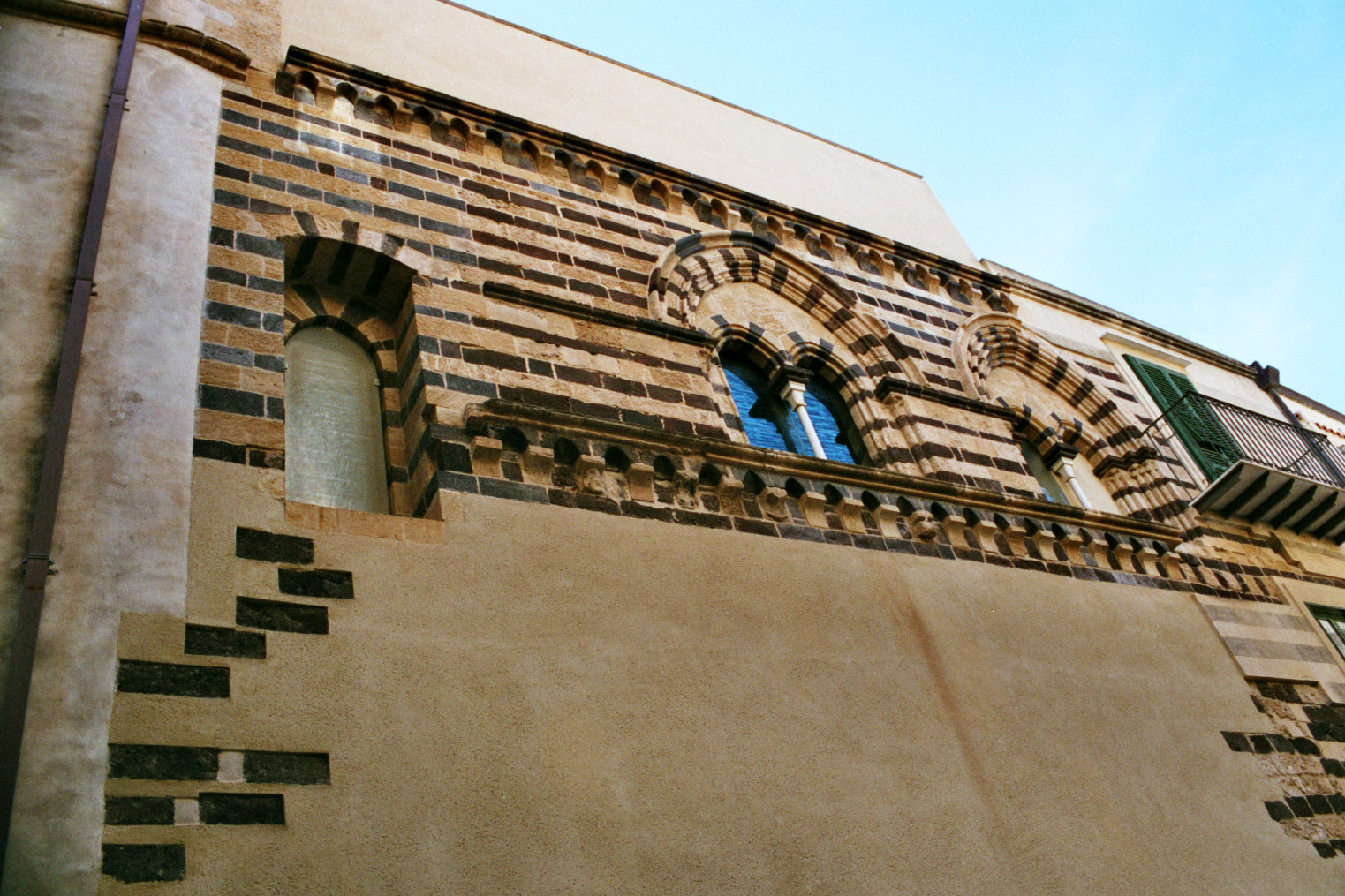
Particolare dell'Osterio Magno
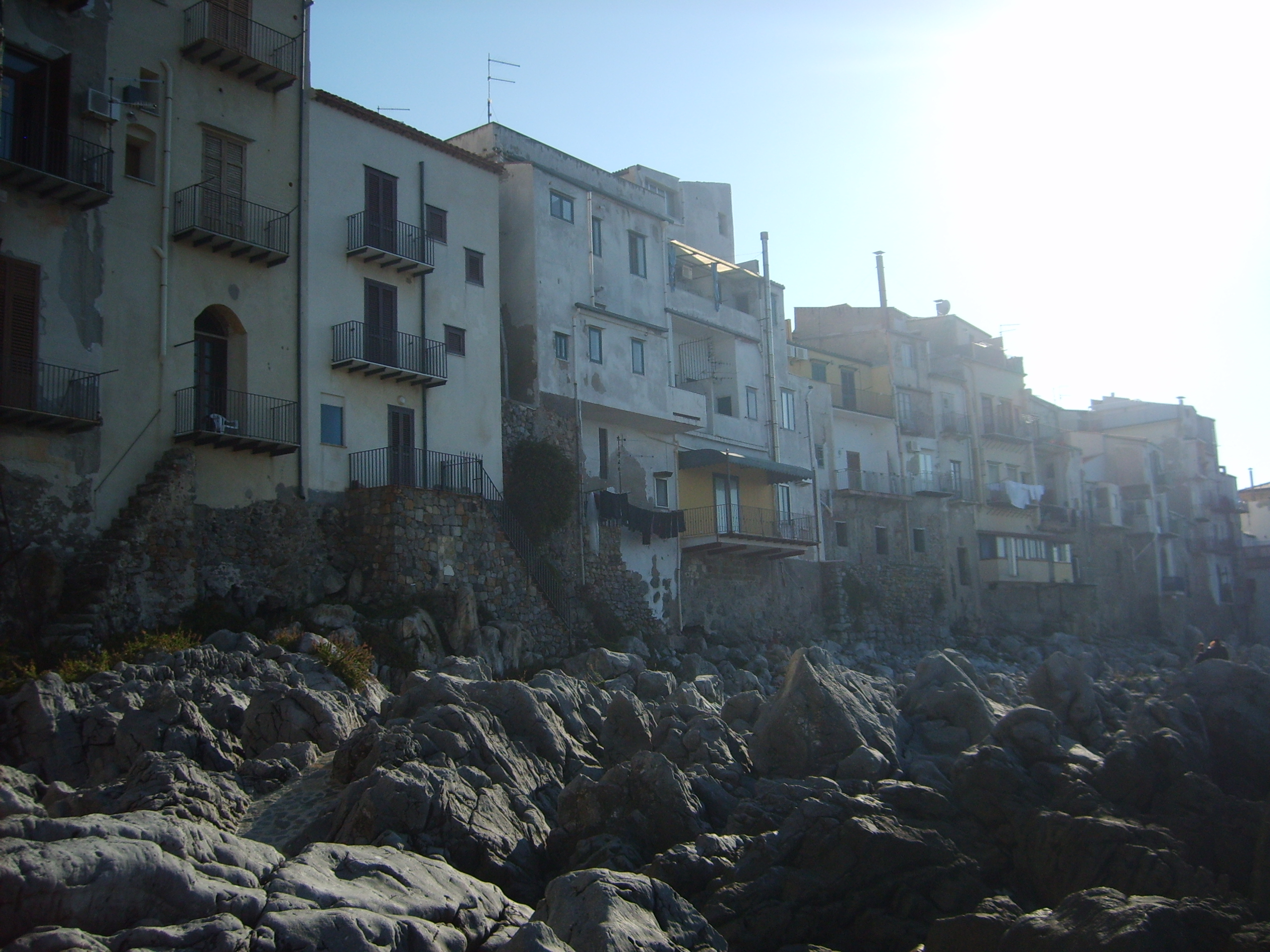
Case e scogli di Cefalù, quartiere della giudecca
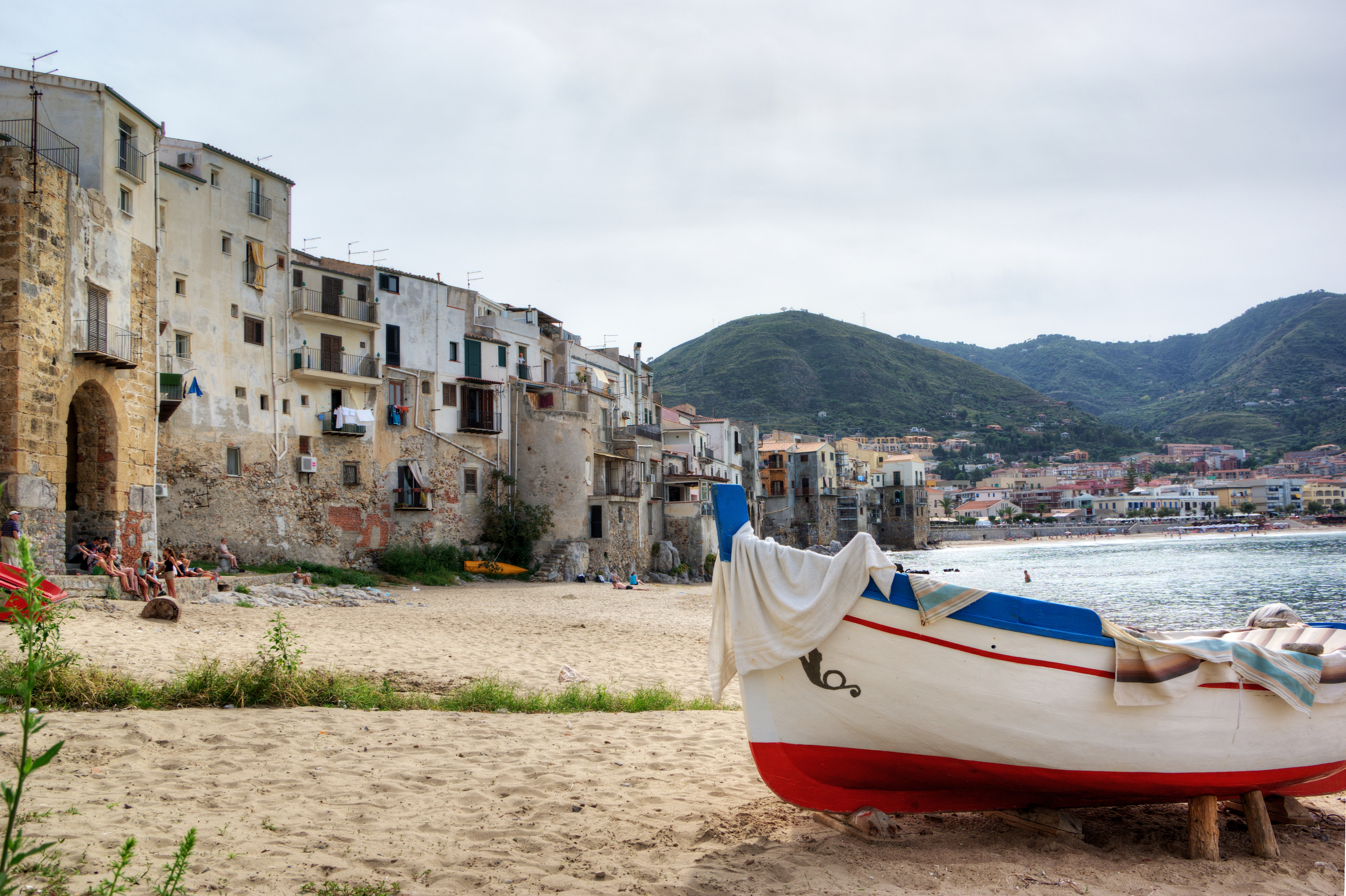
Vista dal molo del porticciolo di Cefalù
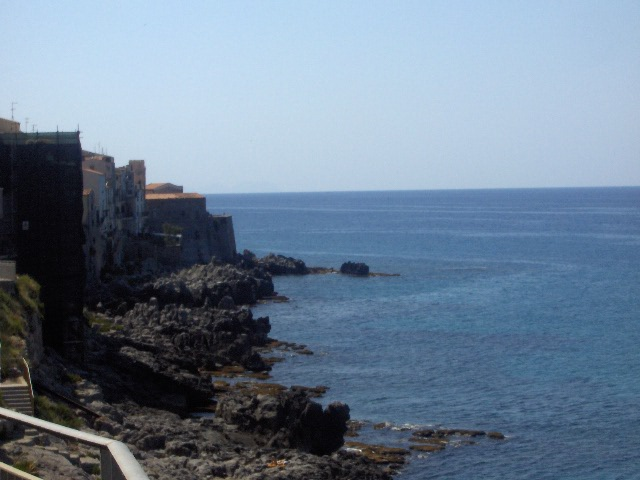
Case sul mare, quartiere della giudecca